# Proveď vola světem, volem zůstane
Proveď vola světem, volem zůstane je životopis umělce, performera a amerického vysokoškolského pedagoga Milana Kohouta. Zachycuje jeho činnost v undergroundové kultuře komunistického Československa v sedmdesátých a osmdesátých letech 20. století a jeho emigraci do Spojených států.
Knihu vydalo Nakladatelství Petr Štengl v roce 2010.

## Obsah
V první části knihy líčí autor své mládí a dospívání v Československu a četné umělecké aktivity zaměřené proti režimu, které pořádal nebo se jich účastnil jako člen undergroundového hnutí. Popisuje také perzekuci, které byl vystaven, četné výslechy a následnou vynucenou emigraci do Rakouska.
Po dvou letech v rakouském uprchlickém táboře Traiskirchen je Kohoutovi dovoleno odcestovat do Spojených států. V následujících kapitolách popisuje autor naprostou deziluzi způsobenou stavem společnosti ve Spojených státech, konzumerizmem a úpadkem zdejší kultury. Kritizuje životní styl, jehož jediným cílem a motivací je osobní obohacení.
Na vlastních zážitcích ilustruje například problematické zdravotnictví a systém zdravotního pojištění. Vypráví, jak se snažil sehnat předepsaný lék na srážlivost krve poté, co si nechal vytrhnout zuby moudrosti. Kvůli své hemofilii totiž záhy začal silně krvácet v ústech. Lékárny mu tento lék však opakovaně odmítly vydat, protože jeho pojišťovna jej neproplácela. Pro tolik potřebný lék se nakonec musel vrátit do nemocnice, kde ho zdravotní sestra náhodou našla „kdesi ve skříni“.
Stejně jako v Československu, i ve Spojených státech se autor věnuje veřejné performanci, která má za cíl upozornit na problémy společnosti a která i zde nejednou vyvolá zásah pořádkových sil. Vystuduje uměleckou školu v Bostonu a později na ni učí. V závěru knihy autor vypráví o exkurzi na Kubu v rámci předmětu o její historii, který absolvoval na Community College v Roxbury.